# Jim Dale
Jim Dale MBE, född James Smith 15 augusti 1935 i Rothwell i Northamptonshire, är en brittisk teater- och filmskådespelare och singer-songwriter.

## Karriär
Dale slog igenom som popsångare i slutet av 1950-talet. Han skrev även egen musik. Sången Georgy Girl, ledmotiv till filmen Georgy - en ploygirl nominerades till en Oscar för bästa sång 1967.
I början av 1960-talet inledde Dale en filmkarriär och medverkade i ett flertal Carry On-filmer. Han nominerades till ett BAFTA Award 1974 för sin insats i filmen Adolf Hitler: My Part in His Downfall.
Dale har även spelat teater och musikaler. Från början av 1970-talet har han uppträtt i stora uppsättningar, bland annat på Royal National Theatre i London och på Broadway i New York. 1980 vann han ett Tony Award för sin insats i  musikalen Barnum.
Sedan början av 2000-talet har Dale även arbetat som röstskådespelare. Hans inläsningar av Harry Potter-böckerna på den amerikanska marknaden har givit honom två Grammy Award.

## Filmografi i urval
- 1961 – Oss muntra musikanter emellan
- 1963 – Nurse on Wheels
- 1963 – Nu tar vi taxin
- 1964 – Nu tar vi Cleopatra
- 1965 – The Big Job
- 1967 – Plankan
- 1969 – Nu tar vi häcken
- 1969 – Lås in dina döttrar
- 1973 – Adolf Hitler: My Part in His Downfall
- 1977 – Peter och draken Elliott
- 1978 – Det vilda loppet
- 1979 – En rymdman vid riddarnas bord
- 1983 – Titta, vi spionerar
- 1985 – McCall (TV-serie)
- 1992 – Kom igen Columbus
- 1997 – Ringaren i Notre Dame (TV-film)
- 2007–2009 – Pushing Daisies (TV-serie) (berättare)

## Utmärkelser
- Tony Award för bästa manliga huvudroll i musikal,  1980
- Lucille Lortel Award för bästa manliga huvudroll,  1996[3]
- Riddare av Brittiska imperieorden,  2003
- Audie för bästa manliga uppläsare

[Redigera Wikidata]